# Stelis lindenii
Stelis lindenii är en orkidéart som beskrevs av John Lindley. Stelis lindenii ingår i släktet Stelis och familjen orkidéer. Inga underarter finns listade i Catalogue of Life.